# Trigonurella simonthomasi
Trigonurella simonthomasi är en insektsart som beskrevs av Maa 1963. Trigonurella simonthomasi ingår i släktet Trigonurella och familjen Machaerotidae. Inga underarter finns listade i Catalogue of Life.